# Höchberg
Höchberg je obec v bavorském zemském okrese Würzburg. Hranice Höchbergu jsou na východ u města Würzburg. Skládá se ze dvou hlavních městských oblastí: Altort a Hexenbruch.

## Historie
Oficiální zmínka o Höchbergu pochází z roku 748.
Nejméně od konce roku 1600 zde začaly bydlet židovské rodiny. Vznikl zde židovský hřbitov a synagoga z roku 1721, které byly roku 1938 vypleněny členy Sturmabteilungu. Od roku 1951 budova sloužila jako protestantský kostel. Pamětní deska kostele a památník na židovském hřbitově dnes připomínají tyto události.